# Crossover thrash
Il crossover thrash è un genere musicale nato nei primi anni ottanta negli Stati Uniti, dato dalla fusione di elementi hardcore punk e thrash metal, con influenze reciproche.
Il genere segna una linea di continuum tra heavy metal e punk rock. Altri generi che hanno questa caratteristica stilistica sono il thrashcore, il grindcore e lo skate punk.

## Storia
I Void, gruppo nato nel 1980, sono considerati il primo gruppo crossover thrash. In particolare il loro split album con i The Faith del 1982 è uno dei primi dischi in cui l'approccio tecnico si accosta in maniera influente al lato musicale caotico tipico dell'hardcore.
Hanno fatto parte o fanno parte della scena crossover thrash statunitense gli Agnostic Front, i Cro-Mags, i Warzone, i Murphy's Law e i Prong, tutti gruppi originari di New York.